# Buchlada
Buchlada - łańcuchowa dźwignica używana dawniej na barkach w procesie kantowania lub wyciągania slip. Praca nią była bardzo niebezpieczna i groziła nierzadko zmiażdżeniem palców, rąk i nóg. Z tego powodu w języku niemieckim występowała pod gwarową nazwą der Schreck (coś strasznego, coś czego należy się bać). Od lat 60. XX wieku zaczęła wychodzić z użycia. Inne nazwy używane w żargonie marynarskim to: wuchta, wuchtbum, szrek, śryk.